# فريدريك هوبز
فريدريك هوبز هو سياسي أمريكي، ولد في 6 يناير 1934 في بوتسفيل في الولايات المتحدة، وتوفي بنفس المكان في 22 يوليو 2005. نشط حزبياً في الحزب الجمهوري. وقد انتخب عضو مجلس ولاية بنسيلفانيا ‏.